# Harrimanella
Harrimanella je rod rostlin z čeledi vřesovcovité. Jsou to pohledné, drobné polokeře s baňkovitými květy, připomínající vzhledově rod kasiope. Rod zahrnuje pouze 2 druhy a je rozšířen v severních oblastech Evropy, Asie a Severní Ameriky.

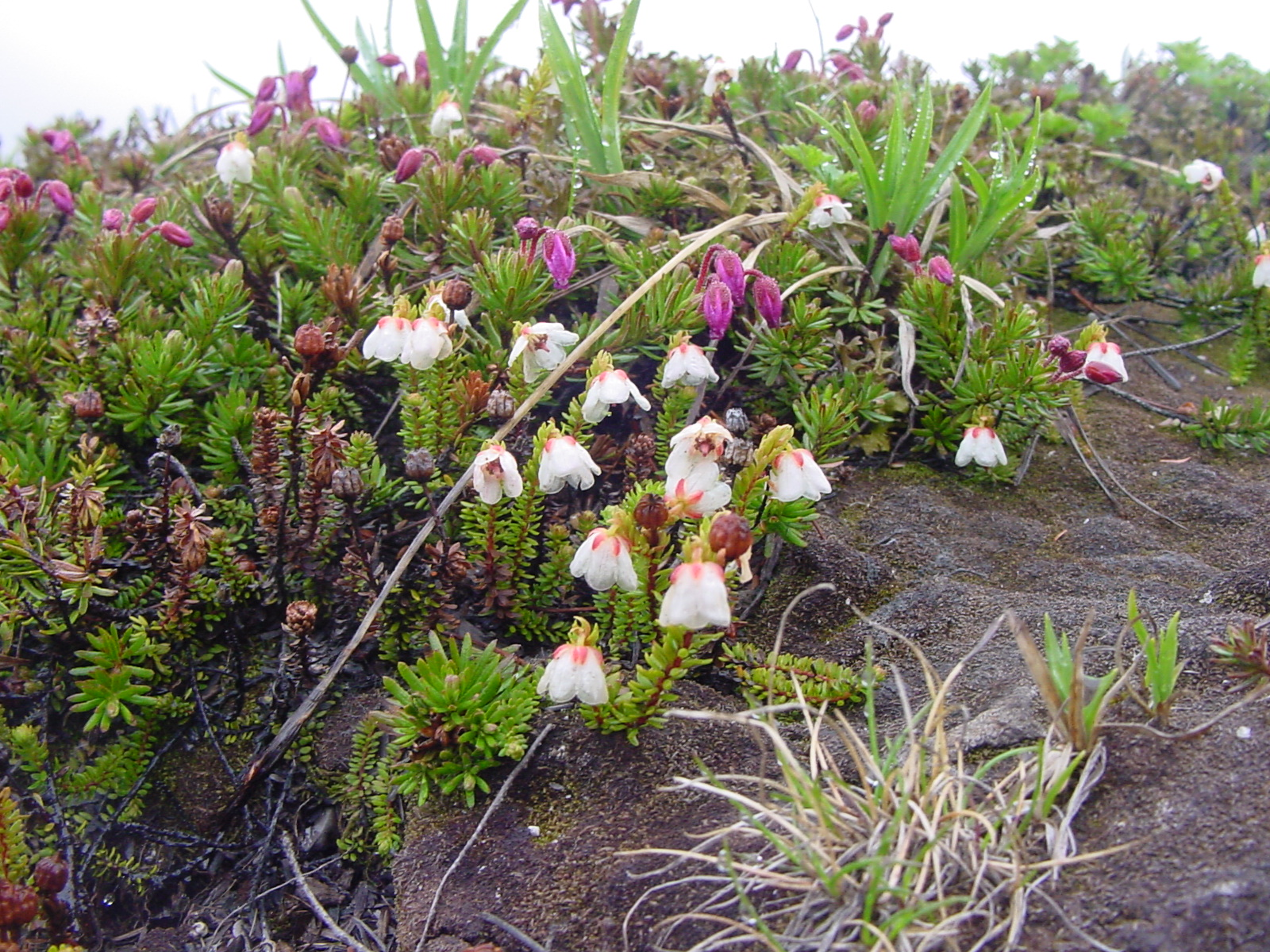
Harrimanella stelleriana ve společnosti Phyllodoce caerulea, Japonsko

## Popis
Zástupci rodu Harrimanella jsou drobné, polštářovitě rostoucí polokeře s plazivými nebo vystoupavými větévkami. Listy jsou úzce podlouhlé až šídlovité, na lodyze hustě nahloučené, velmi krátce řapíkaté, lysé. Květy jsou bílé nebo narůžovělé, baňkovité. Kališní lístky jsou volné nebo na bázi krátce srostlé. Koruna je baňkovitá, srostlá asi do poloviny délky, zakončená 5 širokými laloky. Tyčinky nevyčnívají z květu. Semeník je kulovitý až vejcovitý. Plodem je 2 až 5 mm dlouhá tobolka dozrávající na vzpřímené stopce.

## Rozšíření
Rod Harrimanella zahrnuje pouze 2 druhy. Druh H. hypnoides je rozšířen ve Skandinávii, Islandu, Špicberkách, severním Rusku, ruském Dálném východě a v severních oblastech Severní Ameriky. H. stelleriana roste v severních oblastech Severní Ameriky, Japonsku, Kamčatce a na Kurilských ostrovech.

## Taxonomie
Rod Harrimanella je v rámci čeledi vřesovcovité řazen do samostatné podčeledi Harrimanelloideae a je jediným rodem této podčeledi. V minulosti byly oba druhy rodu řazeny do vzhledově podobného rodu Cassiope (kasiope).

## Druhy
- Harrimanella hypnoides
- Harrimanella stelleriana